# Língua quicuia
A língua quicuia ou simplesmente quicuio (gafada gikuyu nas línguas bantas, com base no nome nativo gĩkũyũ) é uma língua banta pertencente à família das línguas nigero-congolesas falada primariamente pelos quicuios do Quênia. O quicuio é uma das cinco línguas do subgrupo kikuyu-kamba (anteriormente thagiicu) das línguas bantas que se estende do Quênia à Tanzânia. Há aproximadamente 8,2 milhões de falantes do quicuio (15% da população do Quênia), formando assim o maior grupo étnico desse país. A língua quicuia é falada na zona entre Nieri, Nairóbi e Nakuru. Os quicuios distinguem as suas terras pelos limites da cadeia montanhosa do Quênia Central, incluindo o Monte Quênia, a que chamam de Quiriniaga, ou "a montanha brilhante". A língua atualmente está ativa, apesar de não ser considerada oficial, e seu uso em meios digitais é cada vez maior. Os sistemas de escrita utilizados são o alfabeto latino e a escrita gicandi.
O quicuio se desenvolveu na região central do Quênia com a chegada de migrantes falantes de proto-bantu durante a expansão banta. Além das línguas vizinhas da família kikuyu-kamba, também recebeu influências de línguas cuxíticas e principalmente da língua maa e do suahili, além do inglês durante o período colonial e línguas faladas no Grande Vale do Rifte, com as quais alguns falantes tiveram contato durante os eventos da diáspora quicuia. O quicuio apresenta quatro dialetos principais, que possuem subdivisões. 
A língua quicuia apresenta interessantes fenômenos fonológicos, dentre os quais pode-se destacar a harmonia vocálica, a lei de Meinhof (em que uma consoante plosiva vozeada se torna uma consoante nasal por assimilação) e a lei de Dahl (consistindo, nesse idioma, na substituição de /k/ por /ɣ/ em algumas situações). Essa língua é tonal, apresentando dois tons, um alto e um baixo, e fenômeno de "downstep". 

## Etimologia

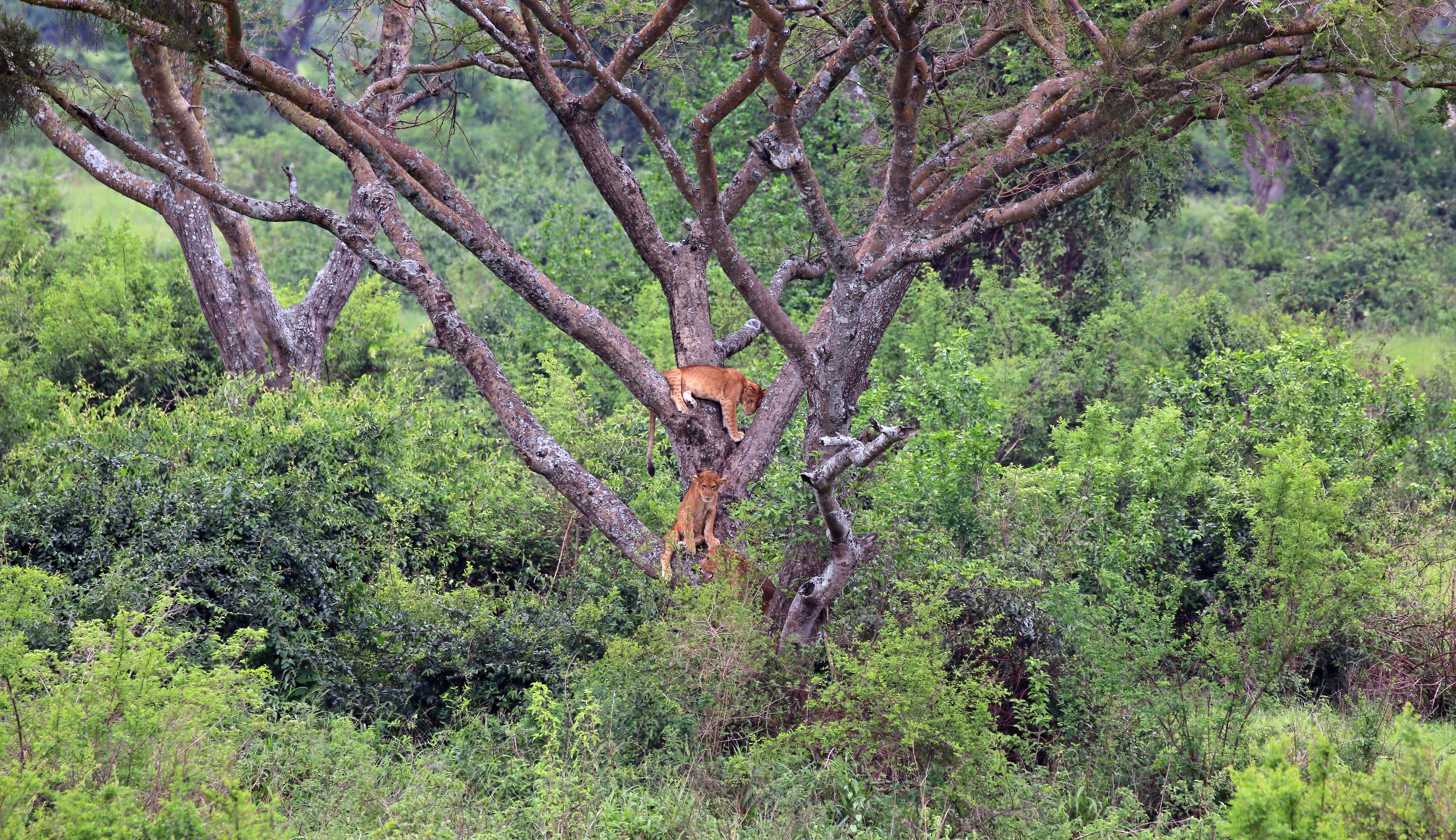
Sicômoro, a figueira que deu origem ao nome "quicuio"

A palavra "gĩkũyũ" deriva do nome do herói de um mito de criação quicuio, que por sua vez vem do nome dado a uma figueira sicômoro sagrada, Mukuyu. Gikuyu, gekoyo, kikuyu, quicuio e kuyu são variações da escrita. Em quicuio, o prefixo "gĩ" é adicionado para se referir a um idioma, resultando em "gĩgĩkũyũ" ([ɣēɣēkōjó]).
O povo quicuio tradicionalmente acreditava em um ser supremo (Ngai, termo que significa o deus criador e foi emprestado da língua maa, sendo utilizado também pela língua camba), que vivia no Monte Quênia. Os quicuios ofereciam preces e sacrifícios a Ngai em locais sagrados determinados, como o topo de montanhas e colinas ou embaixo de certas árvores. Os sacrifícios eram conduzidos pelos membros da geração dominante, que escolhiam sacerdotes especiais para cada ocasião à medida em que apareciam.
A crença afirmava que Ngai criou e colocou no mundo o primeiro homem, Gĩkũyũ, e a primeira mulher, Mumbi. Os quicuios acreditam que descendem desse casal. De acordo com o folclore, certo dia Ngai teria aparecido para Gĩkũyũ e lhe oferecido as terras a sudeste do Monte Quênia.
O casal foi abençoado com dez filhas, mas nenhum filho. Quando as filhas cresceram, elas pediram ao seu pai que rogasse a Ngai que lhes desse maridos. Ele então disse às filhas que fossem até a árvore Mukuyu, onde cada uma cortaria um pedaço de corda do tamanho de sua altura. Nove das filhas o obedeceram. Gĩkũyũ então depositou as cordas de baixo de outra árvore, Mugumo (uma figueira mulemba), junto com sacrifícios. No dia seguinte, encontraram nove rapazes embaixo da árvore, cada um com a altura de uma das cordas, com quem se casaram (cada menina se casou com um rapaz de sua altura). Cada casal teria dado origem a um dos nove clãs quicuios.

## Distribuição
O quicuio é falado por cerca de 8,2 milhões de pessoas, principalmente da etnia quicuio, na zona entre Nieri, Nairóbi e Nakuru, no Quênia, se concentrando na Província Central. Os limites dos territórios quicuios são determinados pelas cadeias de montanhas do Quênia Central, dentre elas o Monte Quênia, que consideram sagrado.

### Dialetos
O quicuio possui quatro dialetos mutuamente inteligíveis. Os distritos da Província Central são divididos de acordo com as tradicionais fronteiras dialetais: Quiriniaga, Muranga, Nieri e Quiambu. Os quicuios de Quiriniaga dividem-se em dois subgrupos principais: os ndia e o gichugu (ou kĩ-ndia e gĩ-gĩcũgũ).

#### Quiriniaga
Os dialetos do Quiriniaga não possuem os sons "ch" ou "sh", e usam o som do "s" no lugar, então a pronúncia da palavra "gĩcũgũ" se aproxima de "gĩchũgũ". Ambos soam como a língua embu, parente do quicuio, e são facilmente reconhecíveis quando comparados a outros dialetos.

##### Ndia
O ndia é falado na cidade de Querugoia a maior do distrito de Quiriniaga. Outras cidades habitadas pelos ndia, onde formas mais puras dessa língua são faladas, ficam na região do plantio de chá de Cagumo, e nas montanhas temperadas de Cangaita. O dialeto também prevalece na área plantadora de arroz Mwea (habitada por uma mistura dos quicuios com outras etnias, principalmente vindas de Quiriniaga, que chegaram à região em 1960 após a independência, ocupando o lugar dos quicuios, cujas terras já antes haviam sido tomadas pelos colonizadores).
Dentre as características mais marcantes dessa variação, destaca-se a tendência de subir a voz no final de frases, conferindo um efeito sonoro.
Nesse dialeto, ocorrem as seguintes substituições: h por b (ou por mb quando o h faz som de nh), th por nd ou c (em palavras importadas).

##### Gichugu
O dialeto gichugu possui uma cadência lírica e melódica, se aproximando de uma poesia. É falado na zona cafeeira de Quianiaga, Giture, Catunguri e Marigiti, além de Querugoia, Kutus e Muranga. Esse dialeto se adapta facilmente durante conversações com outras variações do quicuio.

#### Nieri
O dialeto nieri (também grafado como nyeri) é falado majoritariamente na região de Nieri. Sua principal versão é o dialeto mathira, falado nos distritos de Mazera e Iriaini, além da cidade de Caratina. Também é chamado de gãki. Juntamente com os dialetos quiriniaga, forma o grupo dos dialetos ocidentais do quicuio.

O dialeto mathira apresenta itens lexicais e padrões tonais únicos. Dentre essas variações, pode-se destacar:
1. A forma rĩ do afirmativo do tempo presente do verbo ser/ter é preferida em relação à forma ĩ, o que não ocorre nos outros dialetos.[7]
2. Nos tempos formados pela adição do prefixo kũ, os prefixos pronominais não variam conforme o esperado.[7]
3. Os prefixos adjetivos e pronominais dos nomes do grupo mũ assumem a forma ma no plural, em vez de a.[7]
4. O pronome pessoal independente da terceira pessoa do plural assume a forma mo em vez de o.[7]
5. O plural do pronome interrogativo a? assume a forma ma?[7]
6. O prefixo pronominal neutro plural ma assume a forma a.[7]
7. Antes das partículas ta e ngĩ, o prefixo pronominal da primeira pessoa do singular assume a forma ndi em vez de i.[7]
8. Para nomes de mulheres, o prefixo Nya se transforma em Na.[7]
9. O fonema [ð] (vozeado) é substituído por [θ] (não vozeado). [18]

Além dessas mudanças, há uma variação de vocabulário, muitas vezes sob influência da língua maa. Devido a todas essas particularidades, o mathira às vezes é considerado um dialeto independente, em vez de uma subdivisão do nieri.

#### Muranga
O dialeto muranga (também grafado como murang'a) é falado no condado de Muranga, cuja capital é a cidade de Muranga, anteriormente conhecida como Fort Hall. Nesse condado encontram-se também as cidades de Quenol, Gatura, Cangare, Cangema, Quiriani, Quirwara, Maragwa e Sabasaba.

#### Quiambu
O dialeto quiambu (também grafado como kiambu) é falado no condado de Quiambu, que inclui regiões como a cidade de Quiambu, Limuru, Quicuio, Githunguri, Juja, Cabete, Quiambaa, Lari, Ruiru, entre outras. É também o dialeto predominante em Nairóbi, capital do Quênia. Essa parte sul do território quicuio é conhecida pelos nativos como Carura. A área falante desse dialeto é separada da área falante do ndia pelo rio Tana.
Nesse dialeto, o fonema representado pela letra "c" deixa de ser [ʃ], como ocorre nos outros dialetos, e passa a ser [t͡s], por influência da língua camba.

### Línguas relacionadas
O quicuio faz parte da família kikuyu-kamba das línguas bantu do nordeste, anteriormente chamada thagiicu. A organização tradicional da família é feita da seguinte forma:

|  | língua meru            |
|  |                        |
|  | língua mwimbi-muthambi |
|  |                        |

|  | língua tharaka |
|  |                |
|  | língua chuka   |
|  |                |

|  | língua meru            |
|  |                        |
|  | língua mwimbi-muthambi |
|  |                        |

|  | língua tharaka |
|  |                |
|  | língua chuka   |
|  |                |

No entanto, uma divisão mais próxima da organização dos nativos consideraria o mwimbi e o muthambi como dialetos da língua meru. Em algumas classificações, a língua temi também é colocada nesse grupo. O quicuio também sofreu influências de diversas outras línguas faladas no Quênia, com destaque para a língua maa e a língua suaíli, que emprestaram vários vocábulos ao idioma. 
A língua dhaiso é considerada um caso isolado da famíla, sendo falada na Tanzânia. Todos os outros idiomas se concentram na região central do Quênia, interagindo fortemente uns com os outros.
A tabela a seguir apresenta exemplos de comparações de palavras nas línguas bantas do Quênia central: 
| Quicuio | Embu   | Meru   | Tharaka | Chuka  | Camba         | Tradução para o português |
| ------- | ------ | ------ | ------- | ------ | ------------- | ------------------------- |
| mũrukĩ  | mũruke | mũrukĩ | mũrukĩ  | mũruke | mũũke/mũũki   | cheirar                   |
| tigara  | ikara  | kara   | ikara   | ikara  | tigwa         | permanecer                |
| ndoro   | ndaka  | ntaka  | ndondo  | ntaka  | ndaka/mũtondo | lama                      |
| nini    | niini  | niːni  | niːni   | niini  | niːni         | pequeno                   |

Além da interação com línguas que se desenvolveram em regiões próximas, o quicuio tem intensas interações com o inglês, que se iniciaram no período pré-colonial e persistem até os dias de hoje. A tabela a seguir demonstra algumas palavras emprestadas do inglês em quicuio:
| Inglês | Quicuio | Português |
| ------ | ------- | --------- |
| book   | buku    | livro     |
| carrot | karati  | cenoura   |
| party  | batĩ    | festa     |
| school | cukuru  | escola    |

### Diáspora quicuia
Alguns autores consideram a existência de uma diáspora quicuia, que teria ocorrido no período entreguerras, quando o Quênia britânico foi oficializado como uma colônia. Na década de 1930, cerca de 30 mil colonos brancos viviam na região da Província Central. Cerca de um milhão de membros da nação quicuia haviam sido expulsos de suas terras pelos colonos europeus e viviam como fazendeiros itinerantes. Para protegerem seus interesses, os colonos proibiram a produção de café, introduziram um imposto sobre as cabanas e os trabalhadores sem terra passaram a receber cada vez menos terras em troca de seu trabalho, levando muitos quicuios a deixarem o campo e irem para as cidades (êxodo rural).
Os quicuios resistiram de diversas formas à opressão dos colonos europeus, destacando-se a fundação da Young Kikuyu Association (YKA) por Harry Thuku, em 1920. Em 1922, Thuku foi exilado e as atividades da YKA foram interrompidas, sendo retomadas em 1924 pela criação da Kikuyu Central Association (KCA).

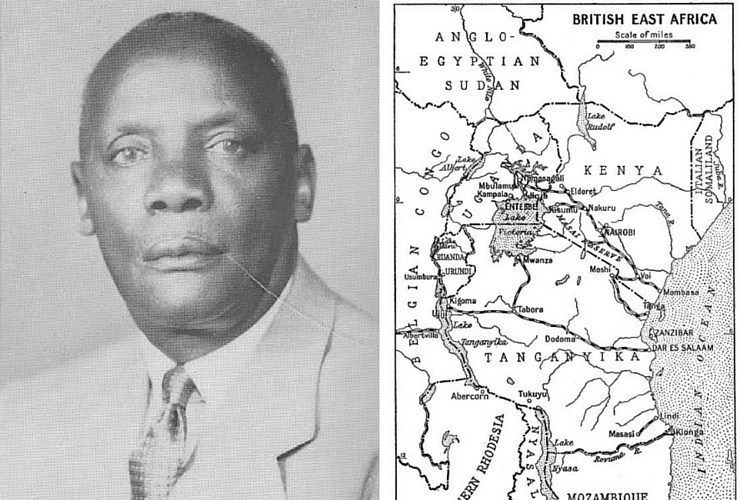
Harry Thuku, criador da Young Kikuyu Association.

Durante esse período, muitos quicuios se estabeleceram na região do Grande Vale do Rifte, de modo que sua fala sofreu influências dos idiomas falados nessa região. Estuda-se a possibilidade de terem se desenvolvido novos dialetos do quicuio na área, decorrentes da diáspora.

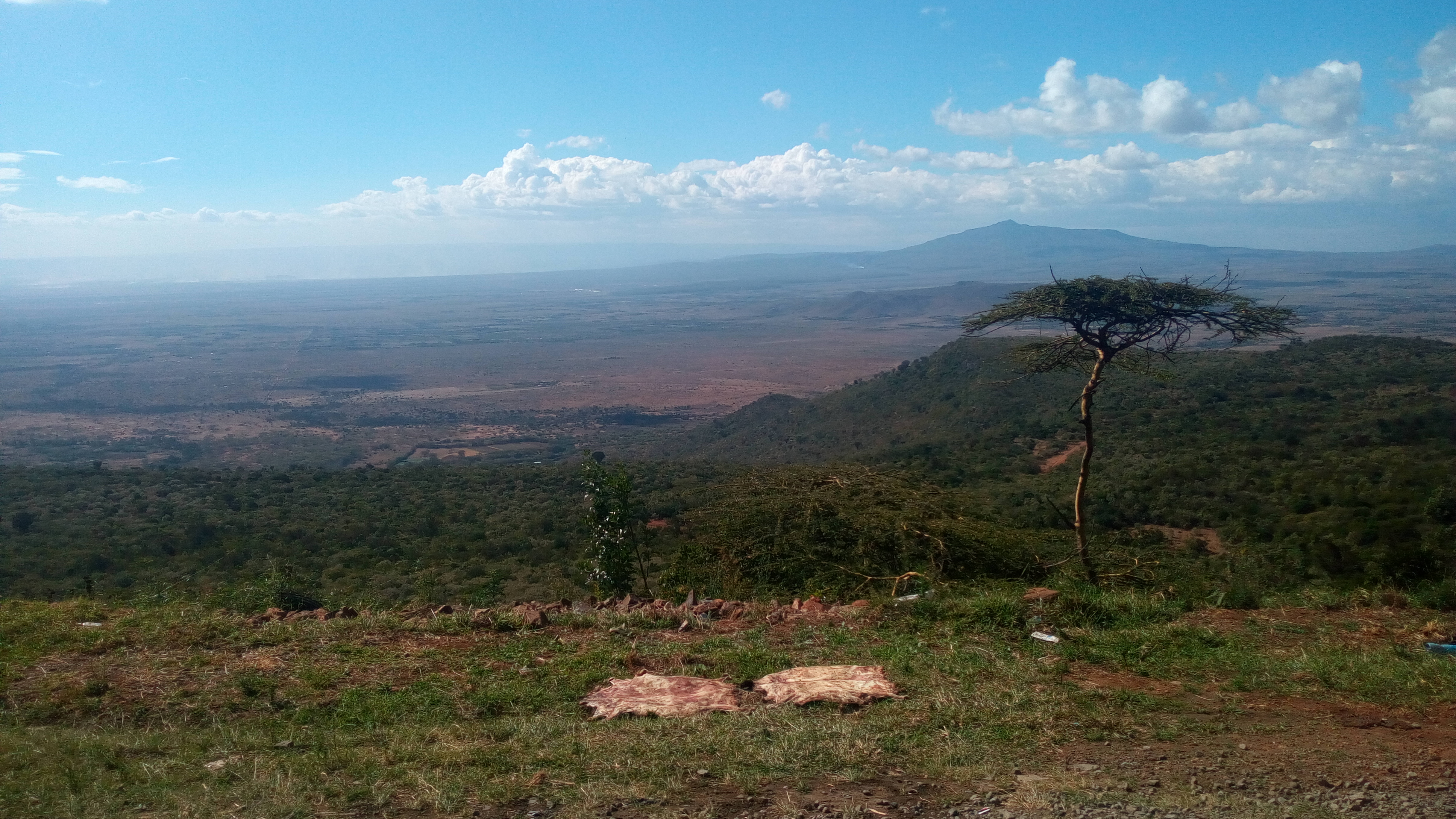
Grande Vale do Rifte, onde alguns quicuios se instalaram durante a diáspora quicuia.

## História

#### Período pré-colonial
A história da língua quicuia se iniciou há cerca de 500 anos, quando os primeiros falantes de proto-bantu migraram para a região central do Quênia durante a expansão banta. A região era anteriormente habitada por grupos de caçadores-coletores falantes de línguas cuxíticas do Rifte, exercendo certa influência sobre a fala dos bantus recém-chegados. A região de onde eles teriam vindo não é um consenso, apesar de se saber que foi uma migração gradual, feita por pequenos núcleos familiares. A nação quicuia como ela se apresenta hoje ainda não existia.

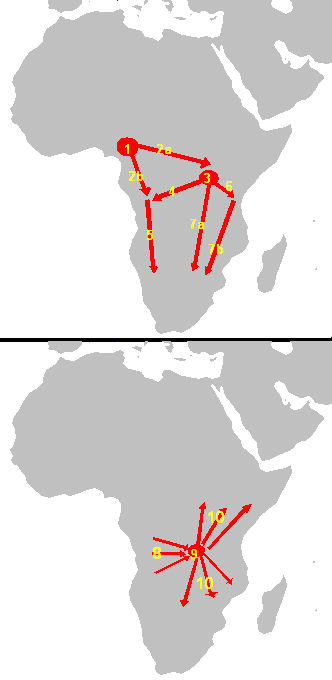
Esquema da expansão banta

As interações linguísticas mais intensas que esses bantus tiveram ao chegar nessa região foi com as comunidades massais, falantes da língua maa, que migraram para a área entre o monte Marsabit e o monte Quênia pouco depois do estabelecimento dos bantus. Os massais e os recém-formados quicuios estabeleceram relações de comércio e casamento, além de alianças militares contra seus vizinhos. A organização social e política da jovem nação foi fortemente influenciada pelos massais.
A sociedade quicuia era patriarcal e hierarquizada conforme a idade, uma influência dos massais. Os quicuios se dividiam em nove clãs, cuja formação lendária está presente em seu mito de criação. Os pesquisadores acreditam que a formação histórica dos clãs quicuios tenha se dado por volta do século XVII. A divisão em clãs é importante para a sociedade queniana até os dias atuais.
A economia quicuia nessa época era baseada na agricultura e nas trocas comerciais com povos vizinhos, tanto bantus quanto de outras etnias, com destaque para os cambas. Algumas das plantas cultivadas eram batata, inhame, feijão e cana de açúcar. O artesanato também foi uma atividade importante.

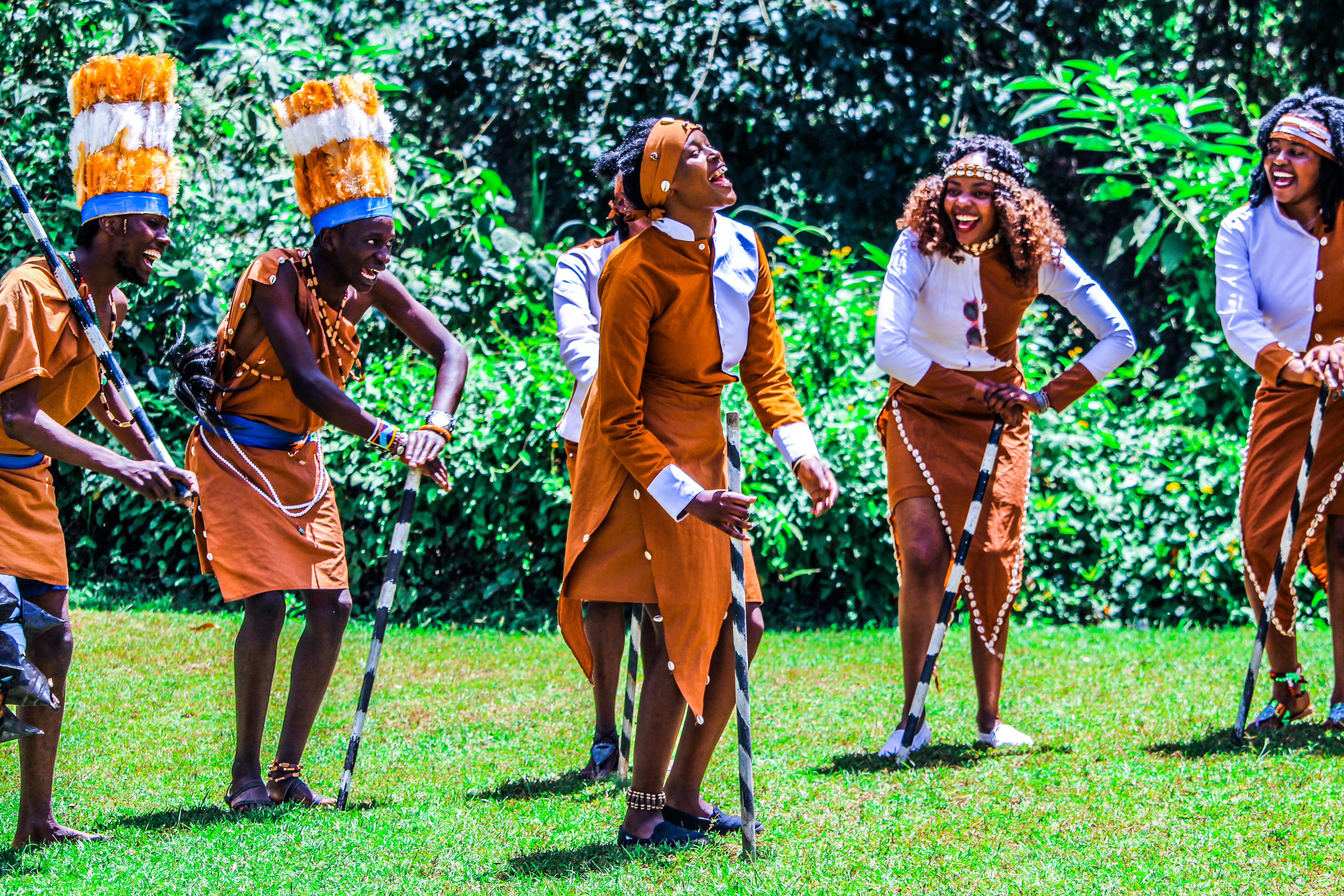
Dança tradicional quicuia.

A religião tradicional quicuia é monoteísta, acreditando na existência de um único deus criador, chamado Ngai. Eles também tinham três espécies de árvore como sagradas, sendo elas a figueira sicômoro, a figueira mulemba e a oliveira (sendo essa última sagrada para as mulheres). A religião tradicional quicuia ainda é praticada atualmente, mas em escala muito reduzida, uma vez que a maior parte dos quicuios se converteu ao cristianismo durante o período colonial.

#### Período colonial
A chegada dos colonizadores ingleses coincidiu com um período de crise do sistema de produção quicuio, conhecido como a grande fome de 1899 no Quênia Central. Esse acontecimento favoreceu o enfraquecimento da resistência nativa e a instituição do controle britânico sobre a região, que passou a ser parte da África Oriental Britânica.
Além do governo inglês, sociedades missionárias cristãs também desempenharam um papel fundamental no colonialismo. Inicialmente vistos com desdém, os missionários ganharam popularidade ao oferecer alimentos durante a grande fome. Sua atividade se tornou mais intensa na virada do século XIX para o XX. Um marco importante foi a ação missionária da Igreja da Escócia, que fundou o que mais tarde se tornaria a Igreja Presbiteriana da África Oriental. Os missionários também foram os principais encarregados da educação dos nativos, o que trouxe algumas consequências linguísticas, uma vez que o ensino era feito em inglês. Até hoje, algumas palavras quicuias são derivadas do inglês, a exemplo de “buku” (livro, derivada da palavra inglesa “book”).
Durante esse período, apesar de o suahili ter sido promovido como uma espécie de língua franca para a comunicação entre diferentes etnias, o governo inglês desencorajava o uso de línguas nativas como o quicuio em contextos formais. 
O Quênia serviu de base para os britânicos durante a Primeira Guerra Mundial como parte dos esforços para tomar as colônias alemãs na África. Após a guerra, a África Oriental Britânica pessou a ser uma colônia da coroa, chamada de Quênia britânico.

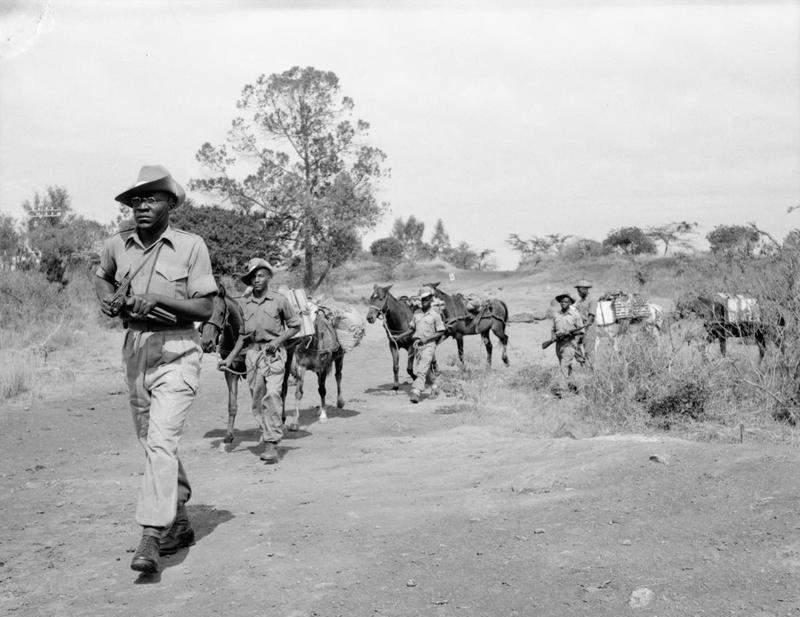
Revoltosos mau-mau.

De 1952 a 1960, os quicuios lideraram a Revolta dos Mau-Mau, e o idioma se tornou um símbolo de resistência e união entre os rebeldes. O movimento buscava reivindicar terras tomadas pelos colonos europeus e promover uma autonomia cultural e política. Músicas, histórias e ditados tradicionais quicuios foram usados para mobilizar as pessoas durante a luta por independência, fazendo da língua uma bandeira da resistência contra o colonialismo. 

Vila quicuia na década de 1960.

Em 1963, o Quênia se tornou independente e Jomo Kenyatta assumiu o cargo de primeiro-ministro da jovem nação. 

#### Período pós-colonial
Após a independência do Quênia, o inglês e o suahili foram adotados como línguas oficiais para a administração e a educação. Ainda que o quicuio continuava sendo amplamente empregado em contextos informais, o idioma foi marginalizado em contextos oficiais. Apesar disso, com o aumento do nacionalismo cultural nas décadas de 1970 e 1980, houve um novo interesse em promover línguas nativas, incluindo o quicuio, como parte de um movimento valorização da identidade e herança africanas. 
Alguns problemas originados no período colonial persistiram no Quênia pós-colonial, principalmente no que diz respeito à distribuição de terras. Os limites delimitados pelos colonos ingleses continuaram sendo as principais fronteiras políticas, apesar de não respeitarem as divisões étnicas tradicionais.
Recentemente, há um reconhecimento crescente da importância de línguas autóctones como o quicuio na preservação da diversidade cultural e promoção da união social. Enquanto o inglês e o suahili continuam dominando a vida pública no Quênia, o quicuio segue sendo um idioma vital para milhões de pessoas, especialmente em zonas rurais na Província Central. 

### História da documentação
A primeira forma de escrita a documentar o idioma quicuio foi a escrita gicandi, produzida unicamente sobre a face exterior de instrumentos musicais sagrados chamados de gicandi. Esse sistema de escrita é mnemônico-pictográfico, o único de seu tipo nas línguas bantas.
Durante o período pré-colonial, alguns trabalhos iniciais sobre a língua quicuia foram feitos, muitos deles feitos por missionários cristãos, que se interessaram na língua como uma forma de pregar o evangelho. Sendo a maioria livros de vocabulário, além de dois dicionários: um inglês-quicuio e um italiano-quicuio/quicuio-italiano.
A documentação do idioma se intensificou durante o período colonial, quando missionários cristãos se interessaram na língua como uma forma de pregar o evangelho. Destacram-se os trabalhos de A. Ruffle Barlow, um missionário da Igreja da Escócia, e Lilas A. Armstrong, que se concentrou no estudo da fonologia e da estrutura tonal.

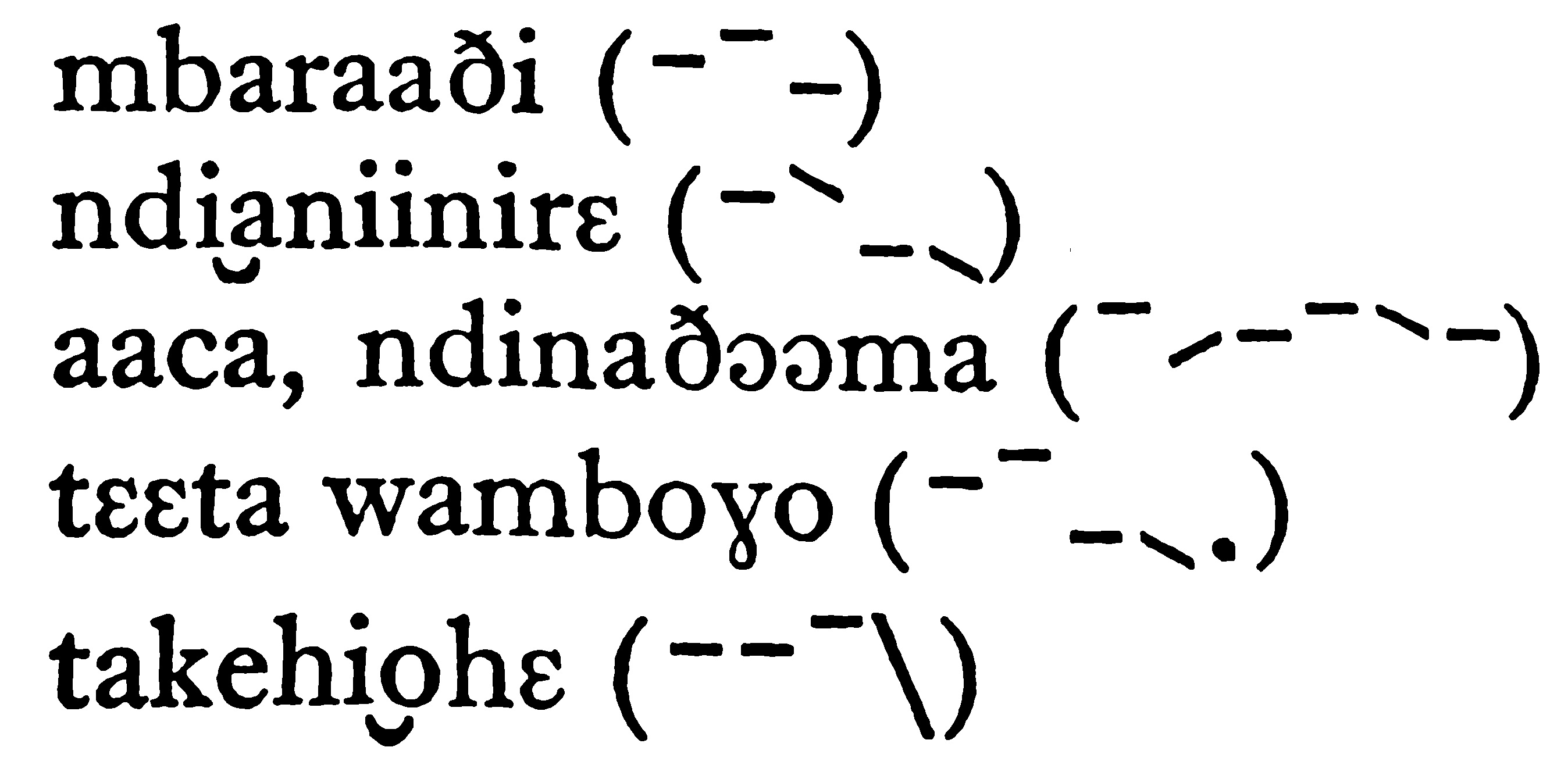
Estudo dos tons quicuios por Armstrong. Apesar de desatualizado, esse estudo foi um importante pontapé inicial.

Durante as décadas de 1960 e 1970, o missionário italiano Vittorio Merlo Pick publicou trabalhos sobre a escrita Gicandi e a mitologia tradicional quicuia. Durante os anos seguintes, G. N. Clements se dedicou ao estudo do sistema tonal do quicuio.
Atualmente, o quicuio não é uma língua oficial do Quênia, mas ainda é o idioma do maior grupo étnico do país. Essa língua vem cada vez mais sendo ensinada em escolas em zonas rurais e seu uso em meios digitais é crescente.

## Fonologia

### Consoantes
O quicuio conta com um inventário relativamente simples de consoantes, não apresentando contraste entre consoantes vozeadas e não vozeadas (não existem consoantes de mesmo local e modo de articulação diferindo no vozeamento). Há duas consoantes aproximantes e quatro nasais. Não há plosivas vozeadas (os sons [b], [d] e [d͡ʒ] devem ser sempre precedidos por uma consoante nasal de mesmo local de articulação), e apenas duas não vozeadas. O grupo mais representativo das consoantes quicuias é o das fricativas.
|             |                       | Bilabial | Dental | Alveolar | Pós-alveolar | Palatal | Velar | Glotal |
| ----------- | --------------------- | -------- | ------ | -------- | ------------ | ------- | ----- | ------ |
| Plosiva     | Não vozeada           |          |        | t        |              |         | k     |        |
| Plosiva     | Vozeada prenasalizada | mb       |        | nd       |              |         | ŋg    |        |
| Africada    | Africada              |          |        |          | ɲd͡ʒ          |         |       |        |
| Nasal       | Nasal                 | m        |        | n        |              | ɲ       | ŋ     |        |
| Fricativa   | Não vozeada           |          |        |          | ʃ            |         |       | h      |
| Fricativa   | Vozeada               | β        | ð      |          |              |         | ɣ     |        |
| Líquida     | Líquida               |          |        | ɾ        |              |         |       |        |
| Aproximante | Aproximante           | (w)      |        |          |              | j       | (w)   |        |

### Vogais
A língua quicuia apresenta sete vogais, cada uma delas podendo ser curta ou longa. Vogais longas são marcadas pela duplicação da vogal - como em ndaa (piolho) quando comparada com nda (estômago). Todas as palavras quicuias terminam em vogal. A tabela a seguir apresenta aproximações desses sons: 
|             | Anterior | Central | Posterior |
| ----------- | -------- | ------- | --------- |
| Alta        | i        |         | u         |
| Média-alta  | e        |         | o         |
| Média-baixa | ɛ        |         | ɔ         |
| Baixa       |          | a       |           |

### Tons
O idioma quicuio é tonal, sendo que o tom se manifesta na sílaba. Cada sílaba pode apresentar um tom alto (H), baixo (L) ou tons de contorno ascendentes ou descendentes, apresentando o fenômeno de downstep (quando duas sílabas vizinhas apresentam um mesmo tom, a segunda sílaba é pronunciada de forma ligeiramente mais grave que a anterior). Os tons são de uso tanto lexical (para diferenciar palavras com sentidos diferentes) quanto gramatical (variando características dos verbos).
| Quicuio           | Português                    |
| ----------------- | ---------------------------- |
| mata (LH)         | saliva                       |
| mata (HH)         | estômagos grandes            |
| aka (LL)          | esposas                      |
| aka (HL)          | construir                    |
| thũra (LL)        | odiar                        |
| thũra (LH)        | me odiar                     |
| nĩaro:kire (HHLH) | ele/ela veio cedo essa manhã |
| nĩaro:kire (HHHL) | ele/ela veio ontem           |

### Lei de Meinhof
Essa lei descreve uma mudança de som foneticamente motivada. Acredita-se que esse fenômeno tenha se originado na língua proto-bantu, e descreve a mudança de uma plosiva vozeada prenasalizada para uma nasal por assimilação de sua componente prenasal. Essa componente nasal longa geralmente é reduzida a uma nasal simples. A tabela a seguir apresenta exemplos da ocorrência desse fenômeno: 
| Radical | Pronúncia | Tradução para o português | Radical acrescido de prefixo nasal | Pronúncia | Tradução para o português |
| ------- | --------- | ------------------------- | ---------------------------------- | --------- | ------------------------- |
| gaandia | /ɣaːndia/ | deixar dormente           | ng'aandia                          | /ŋaːndia/ | me deixar dormente        |
| rema    | /ɾɛma/    | derrotar                  | nema                               | /nɛma/    | me derrotar               |
| baina   | /βaina/   | multar                    | maina                              | /maina/   | me multar                 |

Quando ocorre a reduplicação do radical, a lei de também Meinhof se aplica, conforme a tabela: 
| Radical reduplicado | Pronúncia   | Tradução para o português | Radical reduplicado acrescido de prefixo nasal | Pronúncia   | Tradução para o português |
| ------------------- | ----------- | ------------------------- | ---------------------------------------------- | ----------- | ------------------------- |
| gũgũnyaria          | /ɣoɣoɲaɾia/ | murchar                   | ng'ũng'ũnyaria                                 | /ŋoŋoɲaɾia/ | me murchar                |
| rurumia             | /ɾuɾumia/   | fazer som                 | nunumia                                        | /nunumia/   | me fazer som              |
| rĩrĩmbũra           | /ɾeɾemboɾa/ | inflamar                  | nĩnĩmbũra                                      | /nenemboɾa/ | me inflamar               |

### Lei de Dahl
A lei de Dahl é uma regra sonora em algumas línguas bantu do nordeste que ilustra um caso de dissimilação de voz. Em quicuio, a plosiva k (/k/) aparece como a fricativa vozeada g (ɣ) quando a consoante seguinte é t (/t/), k (/k/), c (/ʃ/) ou th (/ð/). A tabela a seguir apresenta algumas ocorrências desse fenômeno: 
| Prefixo | Radical | Palavra derivada | Pronúncia | Tradução para o português |
| ------- | ------- | ---------------- | --------- | ------------------------- |
| kũ-     | tara    | gũtara           | /ɣotaɾa/  | contar                    |
| kĩ-     | tĩ      | gĩtĩ             | /ɣete/    | cadeira                   |
| ka-     | cũcũ    | gacũcũ           | /ɣaʃoʃo/  | neto mais novo            |

### Fonotática
O quicuio só permite a formação de sílabas abertas (ou seja, que terminam em vogal ou componente vocálico). Além disso, o ataque (“onset”) da sílaba não pode ser muito complexo. Dessa forma, a língua apresenta sete tipos possíveis de sílaba, conforme a tabela:
| Tipo de sílaba | Exemplo      | Pronúncia      | Tradução para o português |
| -------------- | ------------ | -------------- | ------------------------- |
| V              | i.ge.go      | /i.ɣɛ.ɣɔ/      | dente                     |
| Vː             | ĩː.tũ.rĩe.ga | /eː.to.ɾeɛ.ɣa/ | sim, nós estamos bem      |
| VV             | ũi.ru        | /oi.ɾu/        | inveja                    |
| CV             | mbu.ra       | /mbu.ɾa/       | chuva                     |
| CVː            | i.tuː.nda    | /i.tuː.nda/    | fruta                     |
| CVV            | rĩa          | /ɾea/          | coma!                     |
| CVVV           | nĩai.na.ga   | /neai.na.ɣa/   | ele/ela canta             |

## Ortografia

### Alfabeto latino
O quicuio é majoritariamente escrito com uma variante do alfabeto latino. Comparado ao português:
- Não se usa as seguintes letras: f l p s v x z.[32]
- Em adição às cinco vogais do português, existem as vogais ĩ e ũ. No entanto, elas não representam fonemas que não existem no português, servem apenas para diferenciar fonemas representados pelas letras e e o, respectivamente.[32]

As letras do alfabeto quicuio são: a  b  c  d  e  g  h  i  ĩ  j  k  m  n  o  r  t  u  ũ  w  y. 
Na tabela abaixo estão relacionadas as letras do alfabeto quicuio e o som que representam: 
| Maiúscula | Minúscula | Pronúncia (IPA) | Aproximação      |
| --------- | --------- | --------------- | ---------------- |
| A         | a         | /a/             | alma             |
| B         | b         | /β/             | aber (alemão)    |
| C         | c         | /ʃ/             | chá              |
| D         | d         | /d/             | andar            |
| E         | e         | /ɛ/             | ébano            |
| G         | g         | /ɣ/             | dhorn (irlandês) |
| H         | h         | /h/             | rapaz            |
| I         | i         | /i/             | ir               |
| Ĩ         | ĩ         | /e/             | beber            |
| J         | j         | /d͡ʒ/            | onde             |
| K         | k         | /k/             | cacau            |
| M         | m         | /m/             | mamute           |
| N         | n         | /n/             | navio            |
| O         | o         | /ɔ/             | ópera            |
| R         | r         | /r/             | barata           |
| T         | t         | /t/             | tatu             |
| U         | u         | /u/             | urubu            |
| Ũ         | ũ         | /o/             | bolo             |
| W         | w         | /w/             | qual             |
| Y         | y         | /j/             | iôiô             |

Em quicuio, alguns sons são representados por dígrafos, como demonstra a tabela: 
| Maiúscula | Minúscula | Pronúncia (IPA) | Aproximação    |
| --------- | --------- | --------------- | -------------- |
| Mb        | mb        | /mb/            | pombo          |
| Nd        | nd        | /nd/            | andar          |
| Ng        | ng        | /ŋg/            | Angola         |
| Ng'       | ng'       | /ŋ/             | sing (inglês)  |
| Nj        | nj        | /ɲd͡ʒ/           | onde           |
| Ny        | ny        | /ɲ/             | banho          |
| Th        | th        | /ð/             | there (inglês) |

### Escrita gicandi

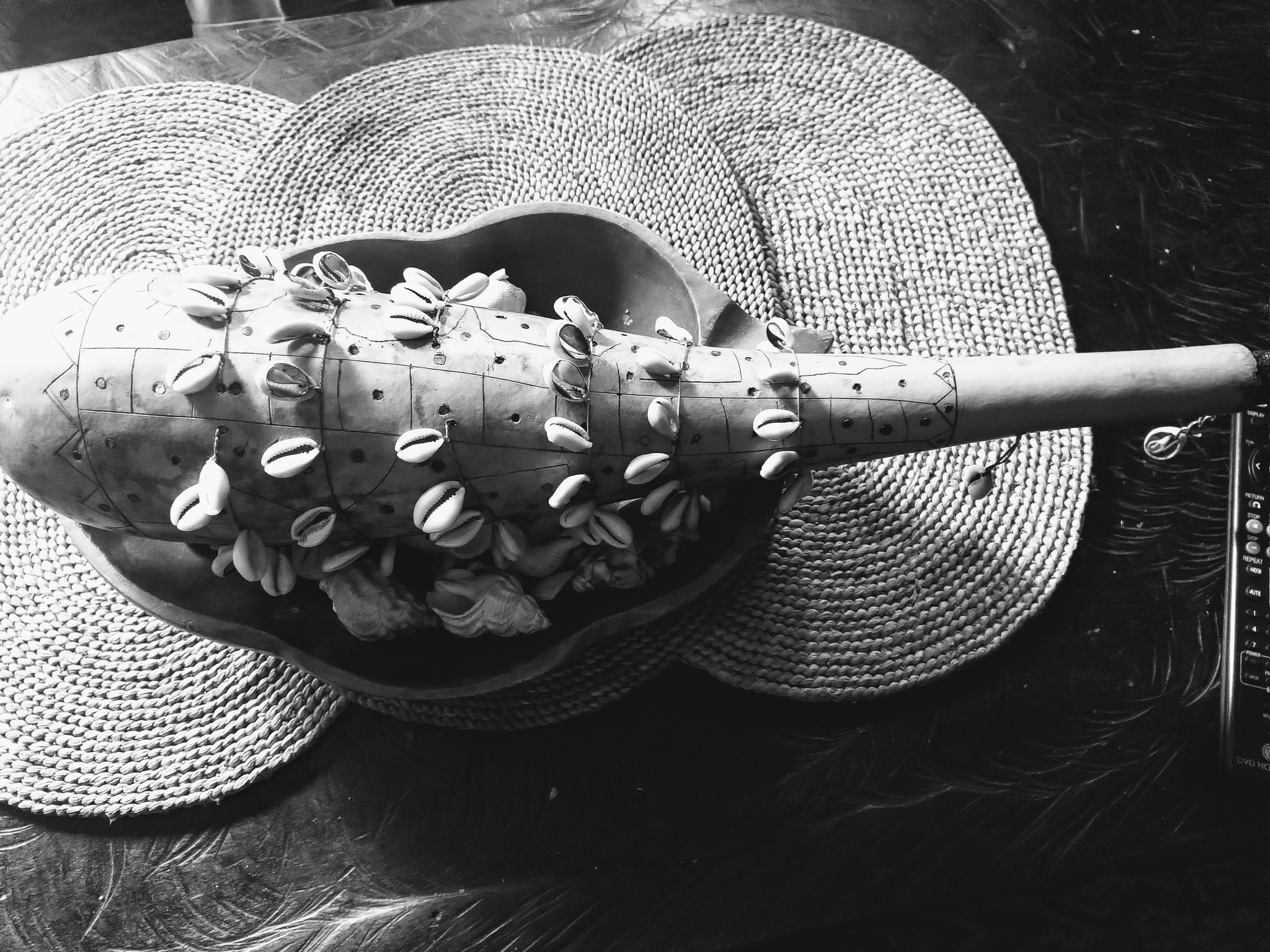
Instrumento musical gicandi, em que a escrita gicandi era representada

A escrita gicandi é um sistema de escrita mnemônico-pictográfico desenvolvido pelos quicuios. É o único de seu tipo entre as comunidades da etnia bantu, e se assemelha aos hieróglifos egípcios. Essa escrita era feita sobre um instrumento musical chamado gicandi, e auxilia o cantor a se orientar por sua complexa poesia durante batalhas de música com outros poetas. 
A batalha acontece da seguinte forma: um cantor propõe um enigma ao segundo cantor, que deve dar a resposta na forma de uma canção épica. Em seguida, seria a vez do segundo propor o enigma. A batalha continua dessa forma até que um dos poetas falhe ao dar a interpretação e, consequentemente, perca a competição. O perdedor deve entregar seu gicandi ao vencedor. Esses poetas são conhecidos como muini wa gicandi.
A palavra gicandi deriva do verbo gucanda (dançar). Esse instrumento é preparado com a face exterior adornada pela escrita e por conchas (chamadas de ngugutu), que podem estar fixas diretamente a ele ou presas por fios. O interior contém sementes ou seixos, que ao serem chacoalhados colidem com espinhos fixados na parede interior e produzem um som característico. Eles são mantidos em bolsas de couro sagradas chamadas gataki. A arte da poesia gicandi ainda é praticada pelos quicuios nos dias atuais, porém em uma escala bem reduzida.

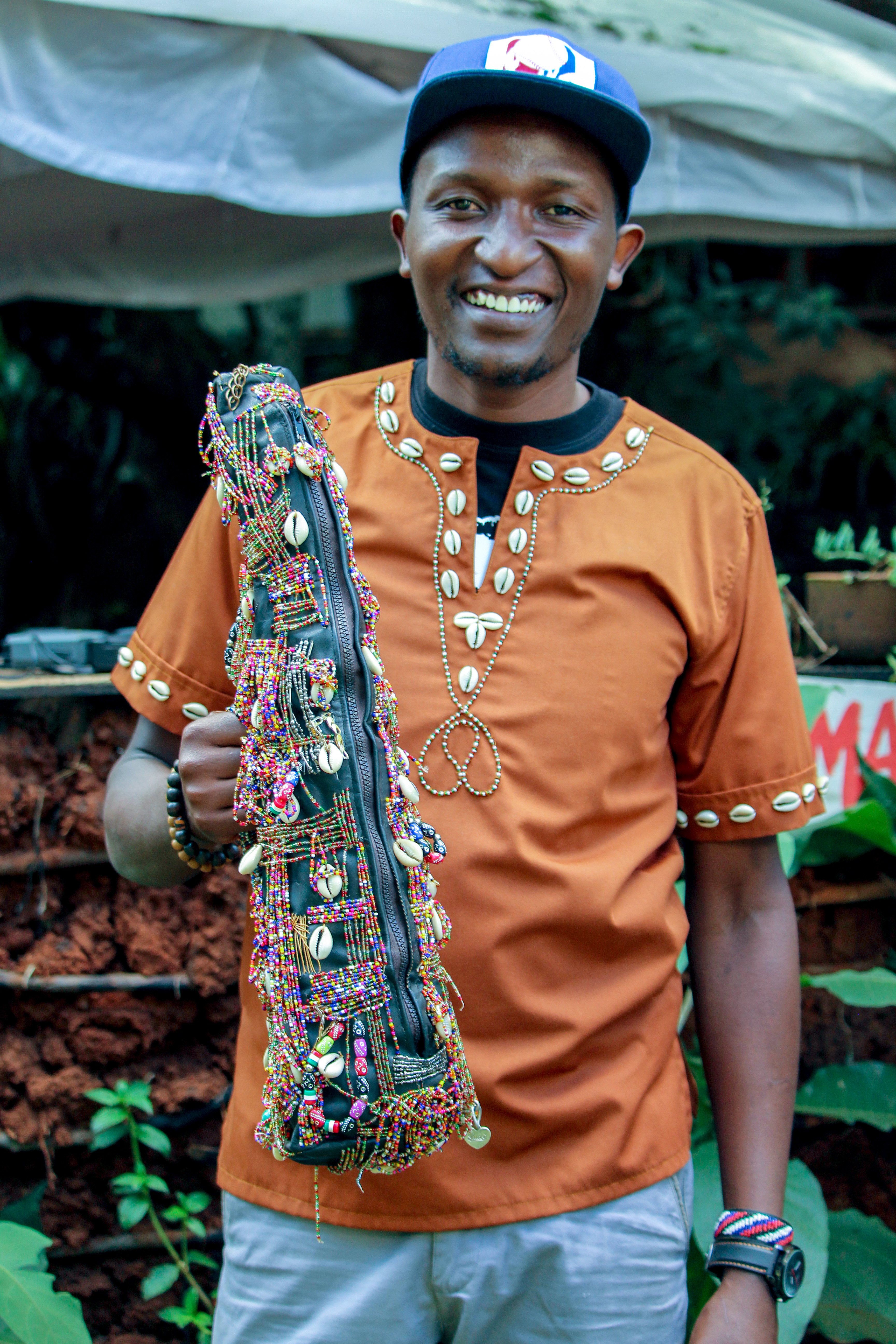
Instrumento gicandi dentro da bolsa tradicional gataki.

Essa escrita é majoritariamente pictográfica, representando os versos da canção em relativamente poucos símbolos. A canção, o instrumento e a escrita são considerados pelos quicuios como uma composição só, e sua interpretação é extremamente complexa.

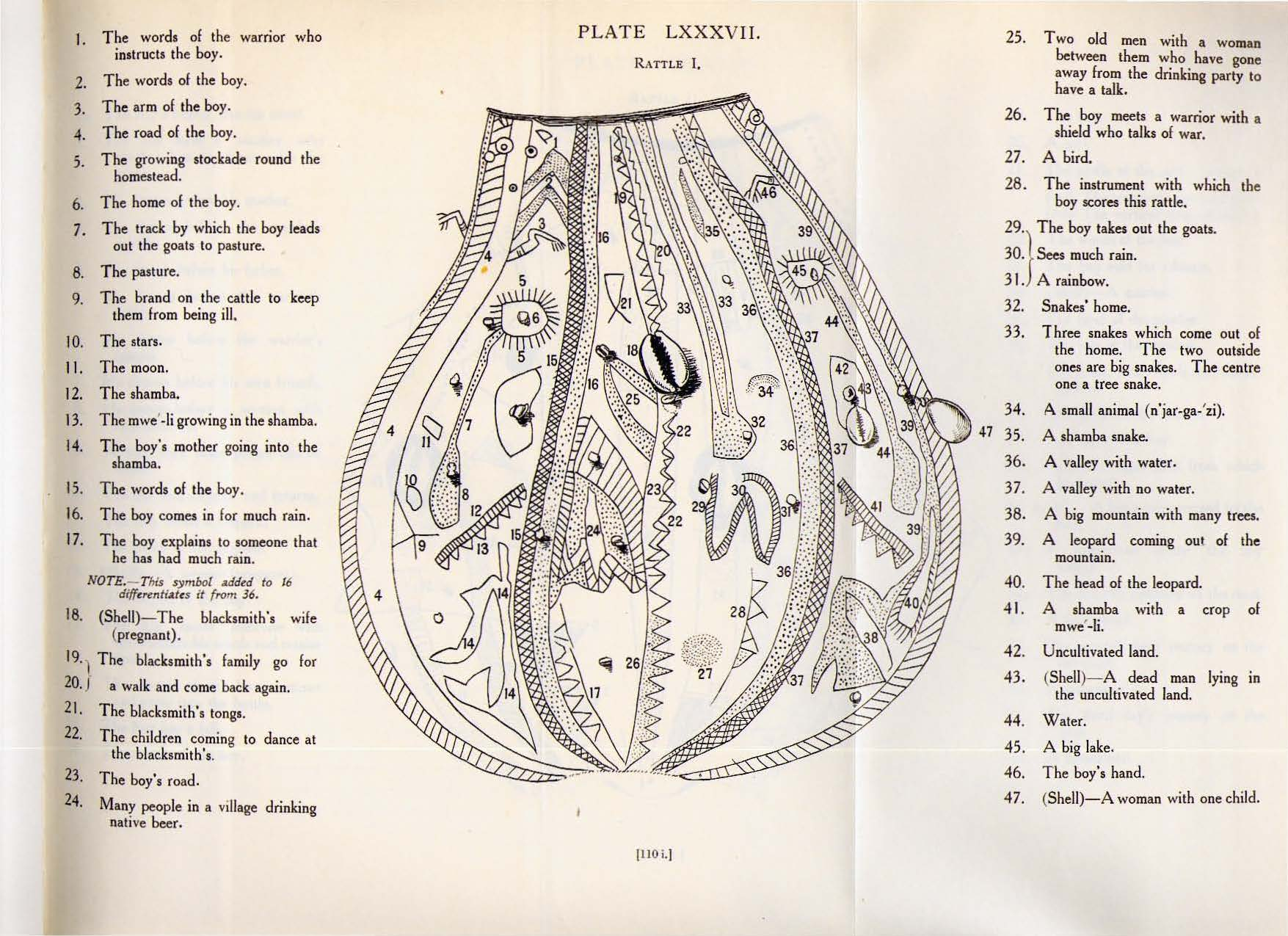
Exemplo de escrita gicandi, com a tradução para o inglês

O missionário italiano Vitorio Merlo Pick se dedicou ao estudo dessa escrita. Juntamente com o cantor gicandi John Kahora, publicou em 1930 um livro que reunia 126 desses poemas, sendo a mais relevante obra sobre o sistema de escrita. A escrita Gicandi ainda é pouco estudada.

## Gramática

### Substantivos

#### Classes nominais
A língua quicuia apresenta 17 classes nominais, em que os substantivos são classificados. O pertencimento a determinada classe é marcado por um prefixo adicionado ao nome, exceto nos nomes da classe 14 e algumas exceções nas classes 1, 2, 9 e 10. O número também é indicado pela classe, havendo classes singulares e plurais, como indicado na tabela: 
| Classe | Prefixo | Exemplo | Tradução           |
| ------ | ------- | ------- | ------------------ |
| 1      | mũ-     | mũndũ   | pessoa             |
| 2      | a-      | andũ    | pessoas            |
| 1a     | ∅       | tata    | tia                |
| 2a     | ∅       | tata    | tias               |
| 3      | mũ-     | mũaki   | fogo               |
| 4      | mĩ-     | mĩaki   | fogos              |
| 5      | rĩ-/i-  | ihũa    | flor               |
| 6      | ma-     | mahũa   | flores             |
| 7      | kĩ-/gĩ- | kĩrĩma  | montanha           |
| 8      | ci-/i-  | irĩma   | montanhas          |
| 9      | nasal   | mbata   | pato               |
| 10     | nasal   | mbata   | patos              |
| 9a     | ∅       | batĩ    | festa              |
| 10a    | ∅       | batĩ    | festas             |
| 11     | rũ-     | rũĩgĩ   | águia              |
| 12     | ka-/ga- | kanua   | boca               |
| 13     | tũ-     | tũnua   | bocas              |
| 14     | ∅       | cukari  | açúcar             |
| 15     | kũ-/gũ- | gũtũ    | orelha             |
| 16     | ha-     | handũ   | lugar (definido)   |
| 17     | kũ-/gũ- | kũndũ   | lugar (indefinido) |

A divisão dos nomes nas classes nominais é feita da seguinte forma: 
1. Em sua maioria, nomes que se referem a seres humanos no singular. No entanto, existem exceções, como os nomes de alguns animais, que entram nessa categoria. Vale ressaltar que, apesar de se enquadrarem nessa classe, os termos de parentesco não levam o prefixo típico.[13]
2. Correspondentes no plural dos nomes da classe 1. Termos de parentesco no plural são idênticos às suas versões no singular. [13]
3. A semântica dessa classe não é tão clara quanto a das classes 1 e 2, mas a maior parte de seus substantivos se refere à natureza ou a paisagens. É uma classe singular.[13]
4. Correspondentes no plural dos nomes da classe 3.[13]
5. Assim como as classes 3 e 4, não possui semântica perfeitamente definida, mas apresenta como maior parte de seus nomes termos que se referem a plantas ou à paisagem. É uma classe singular. [13]
6. Correspondentes no plural dos nomes da classe 5, além de algumas exceções de outras classes (1, 9, 11, 12, 14 e 15).[13]
7. Compreende substabtivos que, em sua maioria, se referem a coisas grandes.[13]
8. Correspondentes no plural aos nomes da classe 7.
9. Engloba a maior parte dos nomes de animais, partes do corpo e estrangeirismos. Em vez de um prefixo definido, essa classe é marcada pela pré-nasalização da primeira consoante do radical, exceto no caso de estrangeirismos, que não recebem prefixo.[13]
10. Correspondentes no plural dos nomes da classe 9. [13]
11. Em sua meioria, nome de coisas longas e finas, parecendo uma corda, no singular. Suas formas no plural podem pertencer às classes 6 ou 10.[13]
12. É a classe que forma os diminutivos de substantivos no singular. Além disso, há algumas palavras que pertencem a essa classe em sua forma normal.[13]
13. Pertencem a essa classe diminutivos de substantivos no plural e as formas no plural de nomes que pertencem à classe 12.[13]
14. Formada principalmente por substantivos abstratos.[13]
15. Indica partes do corpo e verbos no infinitivo. Suas formas no plural pertencem à classe 6.[13]
16. Assim como a classe 17, engloba locativos (palavras que se referem a locais). Os locativos dessa classe são definidos.[13]
17. Locativos indefinidos.[13]

### Adjetivos
Os adjetivos em quicuio, assim como em outras línguas bantas, são uma classe menor e mais fechada. Os adjetivos conhecidos até então atribuem tamanho, idade, valor, cor e propensão humana. Essas palavras são radicais que devem ser acompanhados pelo prefixo da classe nominal do substantivo que caracterizam. A seguir está uma tabela que mostra os poucos adjetivos quicuios conhecidos até então:
| Atributo         | Adjetivo | Tradução para o português |
| ---------------- | -------- | ------------------------- |
| Tamanho          | nene     | grande                    |
| Tamanho          | nini     | pequeno                   |
| Tamanho          | kuhĩ     | baixo                     |
| Tamanho          | raihu    | alto                      |
| Idade            | kũrũ     | velho                     |
| Idade            | erũ      | novo                      |
| Idade            | kenge    | bebê                      |
| Valor            | ega      | bom                       |
| Valor            | ũru      | ruim                      |
| Valor            | thaka    | bonito                    |
| Cor              | tune     | vermelho                  |
| Cor              | erũ      | branco                    |
| Cor              | irũ      | preto                     |
| Propensão humana | rũaru    | doente                    |
| Propensão humana | athĩki   | obediente                 |

Vale ressaltar que, pela escassez de adjetivos no idioma, a caracterização dos substantivos é feita através de outras estratégias, como sentenças atributivas e construções associativas.

#### Cores
Tradicionalmente, o quicuio segue a lei de Berlin e Kay de terminologia para cores, com três termos: tune (vermelho), 
erũ (branco) e irũ (preto). Após o contato com os ingleses, surgiu a necessidade de se criarem novos termos para cores. No entanto, esses termos são formados por construções associativas, não sendo considerados adjetivos. Podem ser derivados de palavras preexistentes em quicuio (como rangi wa macungwa, literalmente "cor de laranjas", para laranja) ou inglesas (rangi wa orĩnji, derivado da palavra inglesa "orange", também para laranja).

### Pronomes

#### Pronomes pessoais
Os pronomes pessoais podem substituir um substantivo ou frase nominal. Em quicuio, eles não são obrigatórios, uma vez que a pessoa e a classe nominal são marcadas no verbo. Normalmente, são usados para dar ênfase. A tabela a seguir relaciona os pronomes pessoais para os nomes das classes 1 e 2 (pessoas): 
| Pessoa        | Pronome       |
| ------------- | ------------- |
| 1ª (singular) | niĩ / niũ     |
| 2ª (singular) | wee / weũ     |
| 3ª (singular) | we            |
| 1ª (plural)   | ithuĩ         |
| 2ª (plural)   | inyuĩ / inyuũ |
| 3ª (plural)   | o/mo          |

Os pronomes pessoais para as outras classes nominais geralmente são utilizados em respostas a perguntas. Geralmente são formados pela adição do pefixo de concordância da classe nominal correspondente ao pronome "o", com exceção das classes 3 e 14, que levam o prefixo " gũ-"/"gu".
| Classe nominal | Pronome |
| -------------- | ------- |
| 3              | guo     |
| 4              | yo      |
| 5              | rĩo     |
| 6              | mo      |
| 7              | kĩo     |
| 8              | cio     |
| 9              | yo      |
| 10             | cio     |
| 11             | ruo     |
| 12             | ko      |
| 13             | tuo     |
| 14             | guo     |
| 15             | kuo     |
| 16             | ho      |
| 17             | kuo     |

#### Pronomes possessivos
Há duas formas de marcar relações de posse em quicuio: através de construções associativas ou de pronomes possessivos, sendo esses últimos formados pela adição do prefixo da classe nominal do possuído a um radical possessivo. Existem seis radicais possessivos: um para cada pessoa no singular e plural. O radical possessivo indica o possuidor, conforme a tabela: 
| Pessoa        | Radical | Tradução para o português |
| ------------- | ------- | ------------------------- |
| 1ª (singular) | akwa    | meu/minha                 |
| 2ª (singular) | aku     | teu/tua/de você           |
| 3ª (singular) | ake     | dele/dela                 |
| 1ª (plural)   | itũ     | nosso/nossa               |
| 2ª (plural)   | anyu    | vosso/vossa/de vocês      |
| 3ª plural     | ao      | deles/delas               |

Adicionando-se os prefixos aos radicais, obtêm-se os pronomes: 
| Classe nominal do possuído | 1ª (singular) | 2ª (singular) | 3ª (singular) | 1ª (plural) | 2ª (plural) | 3ª (plural) |
| -------------------------- | ------------- | ------------- | ------------- | ----------- | ----------- | ----------- |
| 1                          | wakwa         | waku          | wake          | witũ        | wanyu       | wao         |
| 2                          | akwa          | aku           | ake           | aitũ        | anyu        | ao          |
| 3                          | wakwa         | waku          | wake          | witũ        | wanyu       | wao         |
| 4                          | yakwa         | yaku          | yake          | iitũ        | yanyu       | yao         |
| 5                          | rĩakwa        | rĩaku         | rĩake         | riitũ       | rĩanyu      | rĩao        |
| 6                          | makwa         | maku          | make          | maitũ       | manyu       | mao         |
| 7                          | gĩakwa        | gĩaku         | gĩake         | giitũ       | kĩanyu      | kĩao        |
| 8                          | ciakwa        | ciaku         | ciake         | ciitũ       | cianyu      | ciao        |
| 9                          | yakwa         | yaku          | yake          | iitũ        | yanyu       | yao         |
| 10                         | ciakwa        | ciaku         | ciake         | ciitũ       | cianyu      | ciao        |
| 11                         | rũakwa        | rũaku         | rũake         | ruitũ       | rũanyu      | rũao        |
| 12                         | gakwa         | gaku          | gake          | gaitũ       | kanyu       | kao         |
| 13                         | tũakwa        | tũaku         | tũake         | tuitũ       | tũanyu      | tũao        |
| 14                         | wakwa         | waku          | wake          | witũ        | wanyu       | wao         |
| 15                         | gũakwa        | gũaku         | gũake         | guitũ       | kũanyu      | kũao        |
| 16                         | hakwa         | haku          | hake          | haitũ       | hanyu       | hao         |
| 17                         | gũakwa        | gũaku         | gũake         | guitũ       | kũanyu      | kũao        |

#### Pronomes relativos
Em quicuio, os pronomes relativos são formados através da adição do prefixo de concordância com a classe nominal ao radical rĩa. Para as classes 8 e 10, a harmonia vocálica transforma a vogal ĩ do radical em i, conforme a tabela: 
| Classe nominal | Pronome relativo |
| -------------- | ---------------- |
| 1              | ũrĩa             |
| 2              | arĩa             |
| 3              | ũrĩa             |
| 4              | ĩrĩa             |
| 5              | rĩrĩa            |
| 6              | marĩa            |
| 7              | kĩrĩa            |
| 8              | iria             |
| 9              | ĩrĩa             |
| 10             | iria             |
| 11             | rũrĩa            |
| 12             | karĩa            |
| 13             | tũrĩa            |
| 14             | ũrĩa             |
| 15             | kũrĩa            |
| 16             | harĩa            |
| 17             | kũrĩa            |

Os pronomes relativos têm a mesma grafia dos demonstrativos distais, mas se diferem deles na fala (a primeira sílaba dos demonstrativos distais apresenta uma vogal longa, enquanto nos pronomes relativos essas vogais são curtas). 

### Verbos
Os verbos em quicuio são altamente aglutinativos, ou seja, podem acumular uma grande quantidade de prefixos e sufixos para indicar diversas funções gramaticais (como tempo, aspecto, concordância com o sujeito e o objeto, entre outras).
A unidade básica de significado do verbo é o radical. O radical não pode aparecer sozinho, mas deve ser acompanhado por uma "vogal final", presente em diversas línguas bantas. A forma verbal que aparece acompanhada unicamente pela vogal final é chamada de "raiz verbal", e representa o imperativo, que é a forma básica do verbo em quicuio. A ordem que os afixos adicionados ao verbo devem seguir está apresentada na tabela: 
| Prefixos    | Foco                                  |
| Prefixos    | Concordância com o sujeito            |
| Prefixos    | Negativo                              |
| Prefixos    | Tempo                                 |
| Prefixos    | Concordância com o objeto / reflexivo |
| Prefixos    | Reduplicação                          |
| Radical     | Radical                               |
| Sufixos     | Recíproco                             |
| Sufixos     | Intensivo                             |
| Sufixos     | Voz média / reversivo                 |
| Sufixos     | Causativo                             |
| Sufixos     | Aplicativo                            |
| Sufixos     | Aspecto                               |
| Sufixos     | Transitivizador                       |
| Sufixos     | Voz passiva                           |
| Vogal final | Vogal final                           |

#### Tempo
O tempo e o aspecto aparecem em posições diferentes nos verbos em quicuio. Existem sete tempos verbais em quicuio, e os prefixos que os representam variam de acordo com a combinaçao tempo-aspecto.
| Tempo             | Prefixo | Exemplo    | Tradução para o português                |
| ----------------- | ------- | ---------- | ---------------------------------------- |
| Pretérito remoto  | a-      | anyuaga    | ele/ela bebeu (há muito tempo)           |
| Pretérito próximo | ra-     | aranyuire  | ele/ela bebeu (nos últimos dias)         |
| Pretérito atual   | kũ-     | nĩekũinaga | ele/ela estava dançando (hoje mais cedo) |
| Pretérito atual   | a-      | anyua      | ele/ela bebeu (hoje mais cedo)           |
| Pretérito atual   | ∅       | nĩainire   | ele/ela dançou (hoje mais cedo)          |
| Presente          | ka-     | akanyue    | ele/ela devia beber                      |
| Presente          | raa-    | araanyua   | ele/ela está bebendo                     |
| Presente          | ∅       | anyuaga    | ele/ela bebe                             |
| Futuro atual      | kũ-     | akũnyua    | ele/ela vai beber (hoje mais tarde)      |
| Futuro próximo    | rĩĩ-    | arĩĩnyua   | ele/ela vai beber (nos próximos dias)    |
| Futuro remoto     | kaa-    | akaanyua   | ele/ela vai beber (daqui a muito tempo)  |
| Futuro remoto     | ∅       |            |                                          |

Um caso especial é o prefixo kĩ-, que pode pertencer ao passado remoto, indicando uma sequência de eventos em narrativas lendárias e mitológicas, significando "e então", como em akĩhaica (e então ele/ela escalou). O tom do prefixo de tempo também pode gerar variações de sentido mais específicas.
Há estudiosos que questionam o uso desses prefixos como indicadores de tempo. Em vez disso, eles classificam tais morfemas como modificadores de "event time", o que justificaria a presença de diferentes afixos para representar um mesmo tempo e a repetição de partículas em tempos diferentes, além da relação íntima de sentido entre esses morfemas e os que representam aspecto. No entanto, isso não é um consenso.

#### Aspecto
Há seis aspectos gramaticais em quicuio, marcados por cinco sufixos diferentes (incluindo o sufixo não marcado), conforme a tabela: 
| Aspecto                 | Sufixo | Usos mais comuns                                                               | Exemplo         | Tradução para o português                                      |
| ----------------------- | ------ | ------------------------------------------------------------------------------ | --------------- | -------------------------------------------------------------- |
| Processual              | -ĩr    | Ações que começaram no passado e continuam acontecendo até o presente.         | nĩndĩrathambĩra | Eu estou nadando                                               |
| Imperfectivo / habitual | -ag    | Ações que acontecem/aconteciam frequentemente, processos contínuos no passado. | tũgĩthakaga     | Enquanto eles estavam brincando (naquela época).               |
| Perfeito                | -ĩt    | Estado atualmente relevante trazido pela situação (normalmente um evento).     | twatigĩtwo      | Os menininhos haviam sido deixados para trás (antes de ontem). |
| Completivo              | -ir    | Eventos concluídos no passado.                                                 | nĩainire        | Ele/ela cantou (uma hora atrás).                               |
| Progressivo             | ∅      | Ação contínua, dinâmica.                                                       | nĩmaraina       | Eles estão cantando (agora).                                   |
| Sequencial              | ∅      | "E então", usado em narrativas.                                                | akĩhaica        | E então ele escalou.                                           |

#### Modo
Em quicuio, o modo é expresso através da vogal final e dos predicativos do objeto. Existem três modos verbais no idioma: indicativo, imperativo e subjuntivo, conforme a tabela: 
|          | Modo       | Vogal final | Predicativo do objeto | Exemplo | Tradução para o português |
| -------- | ---------- | ----------- | --------------------- | ------- | ------------------------- |
| Realis   | Indicativo | -a          | Finito                | anyuaga | ele/ela bebe              |
| Irrealis | Imperativo | -a          | ∅                     | nyua    | beba!                     |
| Irrealis | Subjuntivo | -e          | "Less-finite"         | akanyue | ele/ela devia beber       |

O imperativo corresponde à forma básica do verbo (semelhante ao infinitivo em português). O quicuio não apresenta marcadores de evidencialidade.

### Sentença
Como a maior parte das línguas bantas, a ordem das palavras na sentença é sujeito-verbo-objeto (SVO). Objetos humanos (sejam eles diretos ou indiretos) devem obrigatoriamente preceder objetos não humanos quando o verbo apresentar mais de um objeto. O padrão de ordenamento das palavras na sentença pode ser caracterizado da forma que apresenta a tabela, que usa como exeplo a frase "Kamau atwarĩire Njeri gĩkombe na mĩtũkĩ cukuru rũciinĩ" (Kamau rapidamente levou um copo para Njeri na escola de manhã): 
| Estrutura                             | Exemplo em quicuio | Tradução para o português |
| ------------------------------------- | ------------------ | ------------------------- |
| Sujeito                               | Kamau              | Kamau                     |
| Verbo                                 | atwarĩire          | levou                     |
| Objeto indireto (humano)              | Njeri              | Njeri                     |
| Objeto direto (humano)                |                    |                           |
| Objeto indireto (não humano)          |                    |                           |
| Objeto direto (não humano)            | gĩkombe            | copo                      |
| Locativo alvo (aonde se vai)          |                    |                           |
| Advérbio de modo                      | na mĩtũkĩ          | com rapidez               |
| Locativo de ambientação (onde ocorre) | cukuru             | escola                    |
| Advérbio de tempo                     | rũciinĩ            | manhã                     |

Uma frase pode conter um locativo alvo ou de ambientação, mas nunca os dois ao mesmo tempo. O locativo alvo está relacionado a ações de movimentação, em que se vai até algum lugar, enquanto o de ambientação descreve o espaço fixo em que determinada ação ocorre. 

## Vocabulário

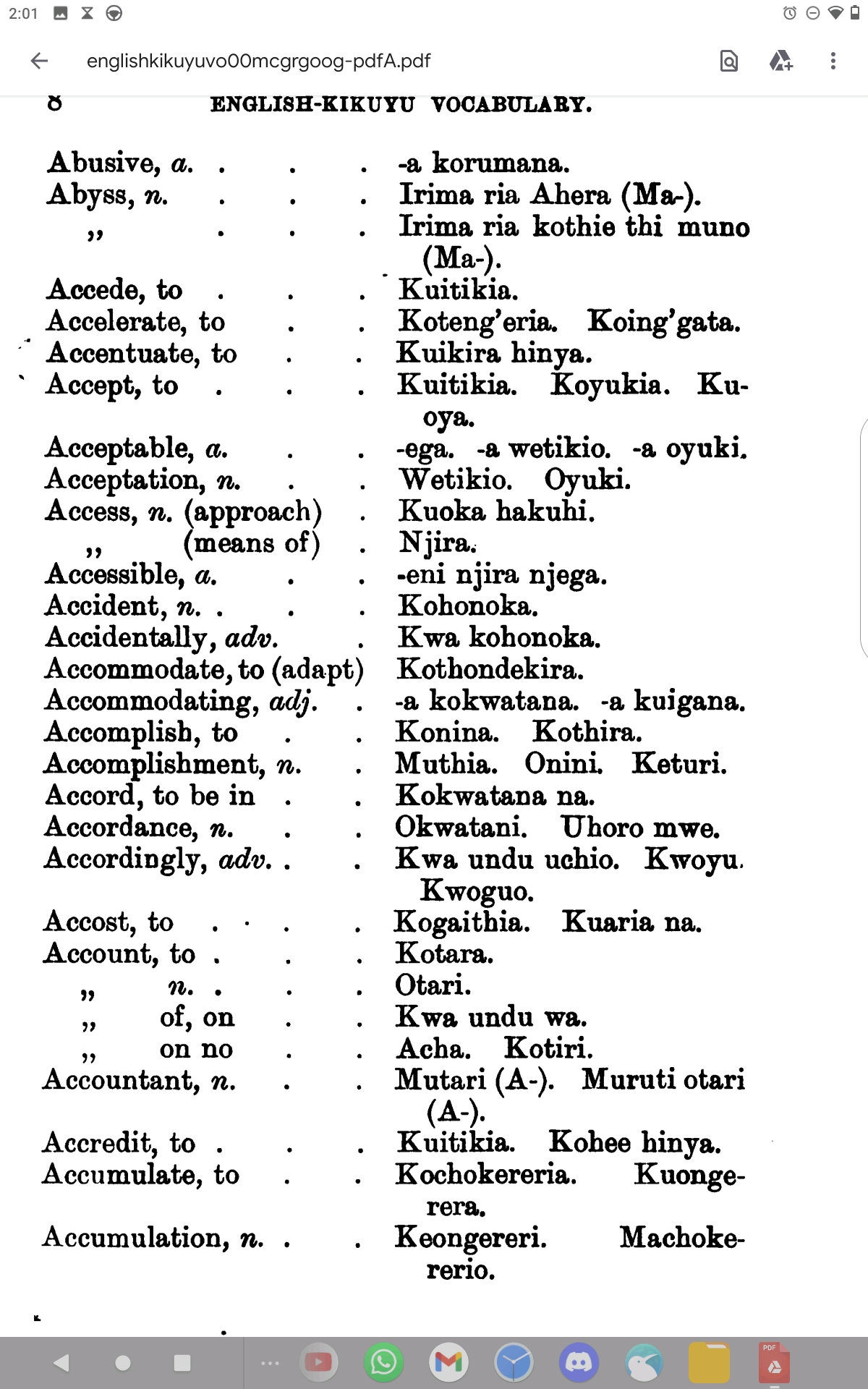
Página de dicionário inglês-quicuio.

### Família
Segue uma tabela que relaciona o nome de alguns membros da família e sua forma possessiva no singular em quicuio: 
| Parente                                     | Meu                   | Teu               | Dele/dela       |
| ------------------------------------------- | --------------------- | ----------------- | --------------- |
| Avô (ambos)                                 | guka                  | guakaguo          | gukawe          |
| Avó (ambas)                                 | cũcũ                  | ũcũguo / cũguo    | ũcũwe / cũwe    |
| Tio (irmão ou meio-irmão mais velho do pai) | baba (awa) mũkũrũ     | thoguo mũkũrũ     | ithe mũkũrũ     |
| Tio (irmão ou meio irmão mais novo do pai)  | baba (awa) mũnyinyi   | thoguo mũnyinyi   | ithe mũnyinyi   |
| Tio / tia (do lado do pai)                  | mũgendi wa baba (awa) | mũgendi wa thoguo | mũgendi wa ithe |
| Tio (do lado da mãe)                        | mama                  | mamaguo           | mamawe          |
| Tia (irmã ou meia-irmã de um dos pais)      | tata                  | tataguo           | tatawe          |
| Irmão                                       | mũrũ wa maitũ         | mũrũ wa nyũkwa    | mũrũ wa nyina   |
| Irmã                                        | mwarĩ wa maitũ        | mwarĩ wa nyũkwa   | mwarĩ wa nyina  |
| Meio-irmão                                  | mũru wa baba (awa)    | mũrũ wa thoguo    | mũrũ wa ithe    |
| Meia-irmã                                   | mwarĩ wa baba (awa)   | mwarĩ wa thoguo   | mwarĩ wa ithe   |

### Animais domésticos
Na tabela abaixo, estão relacionados os nomes de alguns animais domésticos em língua quicuia e suas respectivas traduções para o português: 
| Quicuio           | Português                                    |
| ----------------- | -------------------------------------------- |
| mbũri             | bode / cabra                                 |
| thenge            | bode                                         |
| mũgoma            | cabra                                        |
| kori              | cabrito                                      |
| ng'oondu          | carneiro / ovelha                            |
| ndũrũme           | carneiro                                     |
| ngoima            | ovelha                                       |
| kagoondu          | cordeiro                                     |
| ndegwa            | touro                                        |
| ng'ombe ya mũgoma | vaca                                         |
| njaũ              | bezerro                                      |
| ngũkũ             | frango                                       |
| njogoo            | galo                                         |
| mwera             | galinha                                      |
| njui              | pintinhos                                    |
| ngũrũe            | porco / porca                                |
| mbarathi          | cavalo / égua                                |
| ngamĩra           | camelo / camela                              |
| nyũmbũ            | burro / mula                                 |
| mũgoma            | novilho (de qualquer animal de grande porte) |

### Animais selvagens
Na tabela abaixo, estão relacionados os nomes de alguns animais selvagens em língua quicuia e suas respectivas traduções para o português: 
| Quicuio             | Português                |
| ------------------- | ------------------------ |
| mũrũthi             | leão                     |
| njagĩ/wambui mũcore | zebra                    |
| ndamathia           | criatura mítica          |
| kĩng'ang'i          | crocodilo                |
| nyamũ-ya-thĩ        | cobra                    |
| mbogo               | búfalo                   |
| njogu               | elefante                 |
| thiya               | antílope                 |
| ndaratari           | antílope                 |
| ngarĩ               | leopardo                 |
| ngĩma               | macaco                   |
| ngĩnaracũ           | guepardo                 |
| nguoo               | hipopótamo               |
| kĩihu               | um tipo de gato selvagem |
| kĩĩmbu              | camaleão                 |
| njagathi            | lagarto                  |
| huko                | ratos                    |
| mbĩya               | ratazanas                |
| gatitirũ            | porco-espinho            |
| thegere             | gambá                    |

### Comida

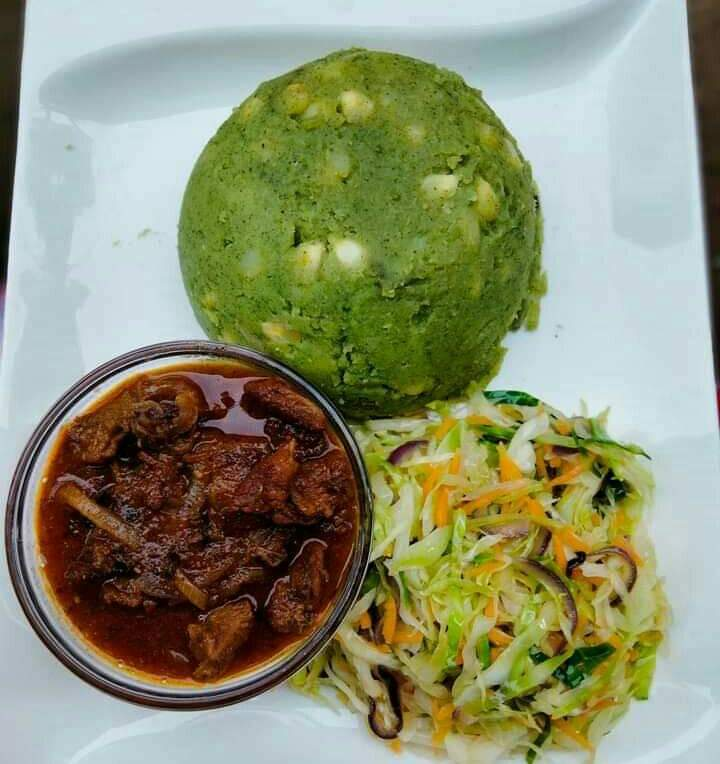
Prato tradicional quicuio.

Na tabela abaixo, estão relacionados os nomes de alguns alimentos em língua quicuia e suas respectivas traduções para o português: 
| Quicuio           | Português                                                                            |
| ----------------- | ------------------------------------------------------------------------------------ |
| ngwacĩ            | batatas doces                                                                        |
| mĩanga            | mandioca                                                                             |
| maguta ma mbarĩki | óleo de rícinio                                                                      |
| mboco             | feijões                                                                              |
| mbeembe           | milho                                                                                |
| ngano             | trigo                                                                                |
| mũtu              | farinha                                                                              |
| irio              | prato preparado com milho e feijões ou ervilhas moídos com batatas e vegetais verdes |
| ngima             | mingau (consistente, de comer)                                                       |
| ũcũrũ             | mingau (não consistente, de beber)                                                   |
| gĩtheri           | prato preparado com milho e feijões cozidos                                          |
| ndũũma            | inhames vermelhos                                                                    |
| waru              | batatas                                                                              |
| ikwa              | inhames                                                                              |
| njũgũ             | amendoins/ervilhas                                                                   |
| thoroko           | feijões-de-corda                                                                     |
| mũgĩmbĩ           | painço-de-dedo                                                                       |
| miinji            | feijões verdes                                                                       |
| mũhĩa             | painço                                                                               |
| mwere             | sorgo                                                                                |

### Vestuário

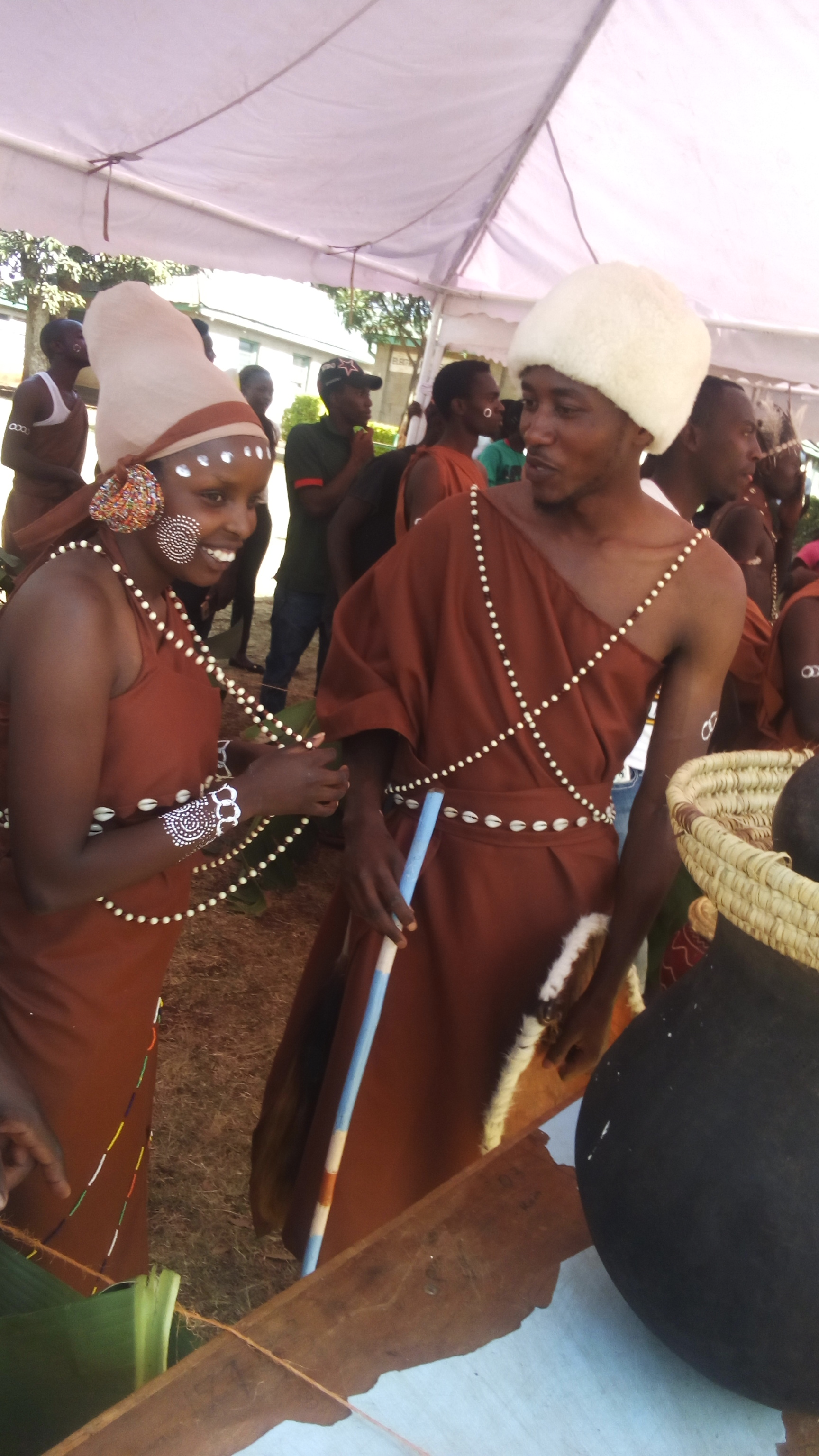
Casal com roupas tradicionais quicuias.

Na tabela abaixo, estão relacionados os nomes de algmas roupas e vestimentas em língua quicuia e suas respectivas traduções para o português: 
| Quicuio   | Português          |
| --------- | ------------------ |
| mũthuru   | saia               |
| kĩrinda   | saia               |
| mwengũ    | tanga              |
| ngoro     | manto              |
| rigitũ    | manto              |
| gĩtambaya | pedaço de tecido   |
| nguo      | roupas/vestimentas |

### Profissões
Na tabela abaixo, estão relacionados os nomes de algumas profissões  em língua quicuia e suas respectivas traduções para o português: 
| Quicuio        | Português             |
| -------------- | --------------------- |
| mwai           | entalhador de madeira |
| mũndũ mũgo     | curandeiro            |
| mũragũri       | adivinho              |
| mũruithania    | circuncizador         |
| mũturi         | ferreiro/ourives      |
| mũaki          | construtor            |
| mũrĩmi         | fazendeiro            |
| mwanĩki        | curtumeiro            |
| muonjorithia   | empreendedor          |
| mũatũri mbaũ   | lenhador              |
| mũrĩĩthi       | pastor                |
| mũũthũi        | extrator de mel       |
| mũrutani       | professor             |
| mũhĩti         | caçador               |
| mũthigari      | policial              |
| mũheani-kĩrira | professor religioso   |
| mũguĩmi        | caçador de pássaros   |

### Números
Os números em quicuio seguem um sistema de base 10.Os números 1, 2, 3, 4, 5, 6 e 8 são prefixados para concordar com o nome que caracterizam, enquanto os demais apresentam uma forma fixa. Os radicais numéricos seguem a forma apresentada na tabela:
| Algarismos arábicos | Quicuio  |
| ------------------- | -------- |
| 1                   | mwe      |
| 2                   | ĩrĩ      |
| 3                   | tatũ     |
| 4                   | na       |
| 5                   | tano     |
| 6                   | tandatũ  |
| 7                   | mũgwanja |
| 8                   | nana     |
| 9                   | kenda    |
| 10                  | ikũmi    |
| 10s                 | mĩrongo  |
| 100                 | igana    |
| 100s                | magana   |
| 1000                | ngiri    |
| 1000s               | ngiri    |

A etimologia da palavra para o número nove é interessante: sua formação é ka-(prefixo de classe nominal) + ĩ-("dentro") + nda(estômago), resultando em "kenda", que significa literalmente "criança dentro de estômago", correspondendo aos nove meses do período de gravidez.

### Mũrogi wa Kagogo
Mũrogi wa Kagogo (Mágico do Corvo em português) é um romance fantástico e distópico de Ngũgĩ wa Thiong'o , sendo considerado a mais importante obra literária produzida em língua quicuia. Seguem os primeiros parágrafos da obra em quicuio e sua tradução para o português: 
| Quicuio | Português |
| --- | --- |
| Kwarĩ thiorĩ nyingĩ ciĩgiĩ ndwari magegania ya Mwathani Mũtagatibũ Rayithi II wa Njamũhũri huru ya Aburĩria. No iria ciekĩrĩirwo mũno nĩ ithano. Ya mbere yoigaga atĩ ndwari ĩyo yaciarirwo nĩ marakara aaraka riri makĩmũkara karakara ararakagwo nĩ mo ta kĩronda kĩũmũ gĩkararĩtwo nĩ gakarakũ. | Havia muitas teorias sobre a estranha doença do segundo Ditador da República Livre de Aburĩria, mas as mais frequentes nos lábios do povo eram cinco. A doença, então alegada como a primeira, nasceu da raiva que uma vez brotou dentro dele. |

## Cultura

Proposta de bandeira.

### Literatura
Há uma notável literatura escrita em língua quicuia: o livro Mũrogi wa Kagogo (Mágico do corvo) de Ngũgĩ wa Thiong'o. Esse foi o primeiro livro do autor escrito em língua quicuia, e o maior conhecido escrito no idioma. É uma distopia que se passa em um país africano ficcional, e o estilo da escrita foi fortemente influenciado pela tradição oral quicuia.

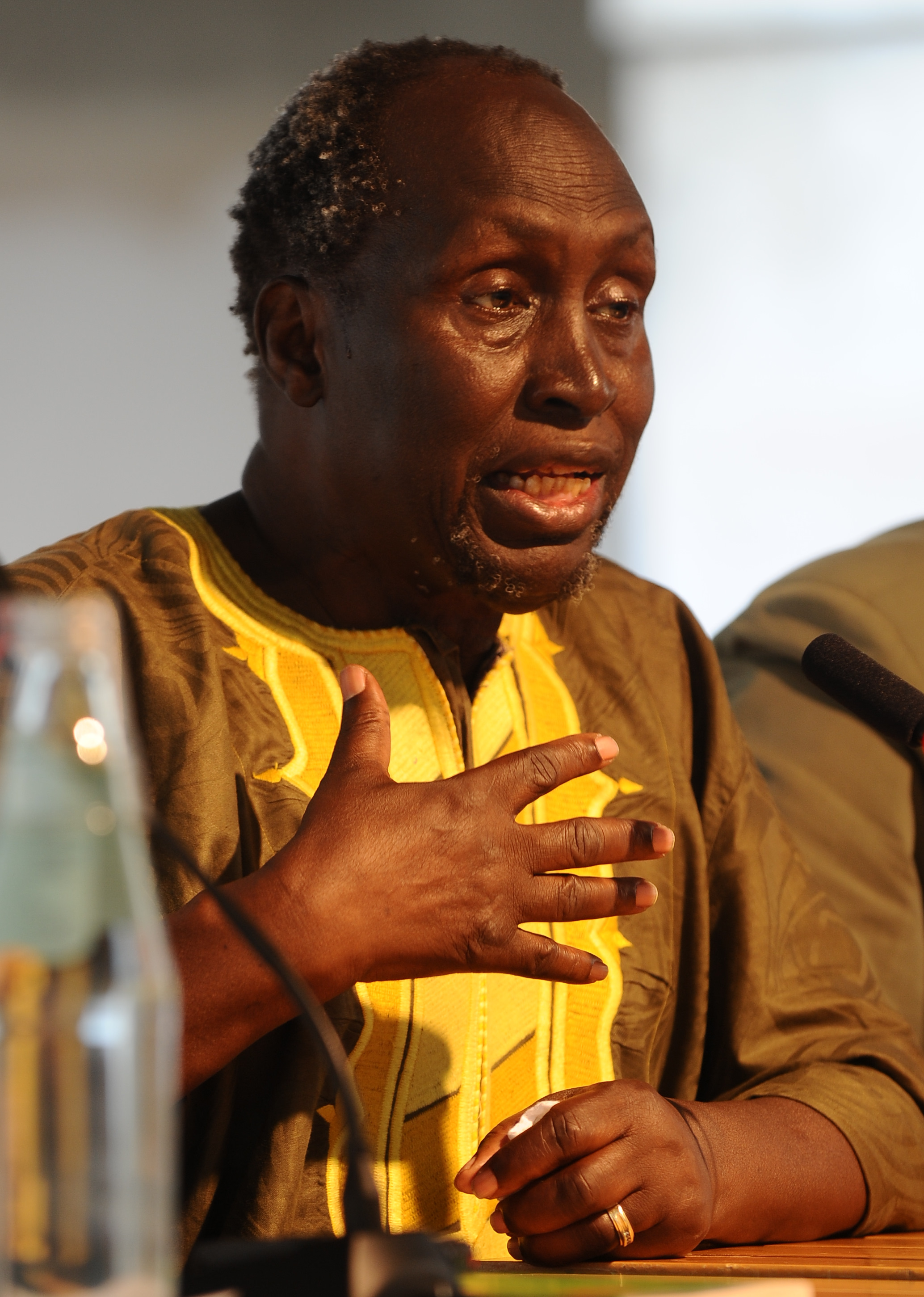
Ngũgĩ wa Thiong'o, quicuio autor de Mũrogi wa Kagogo

Mũrogi wa Kagogo ganhou o prêmio Tähtifantasia de 2008 pelo melhor romance de fantasia estrangeiro lançado na Finlândia. Ngũgĩ wa Thiong'o escreve peças teatrais, contos e ensaios tanto em língua inglesa quanto em língua quicuia.
Também há uma quantidade considerável de literatura e até periódicos no site jw.org/ki , dedicado à divulgação de conhecimento cristão em língua quicuia.

### Cultura popular
No filme O retorno de jedi, sexto da saga Star Wars, a personagem alienígena Nien Numb fala a língua quicuia. Uma tradução livre de sua fala seria: "O que vocês estão fazendo aí? Todos vocês, venham para cá!".
A música "Mwaki", lançada pelo DJ brasileiro Zerb em 2023, conta com a participação da artista queniana Sofiya Nzau cantando em quicuio.

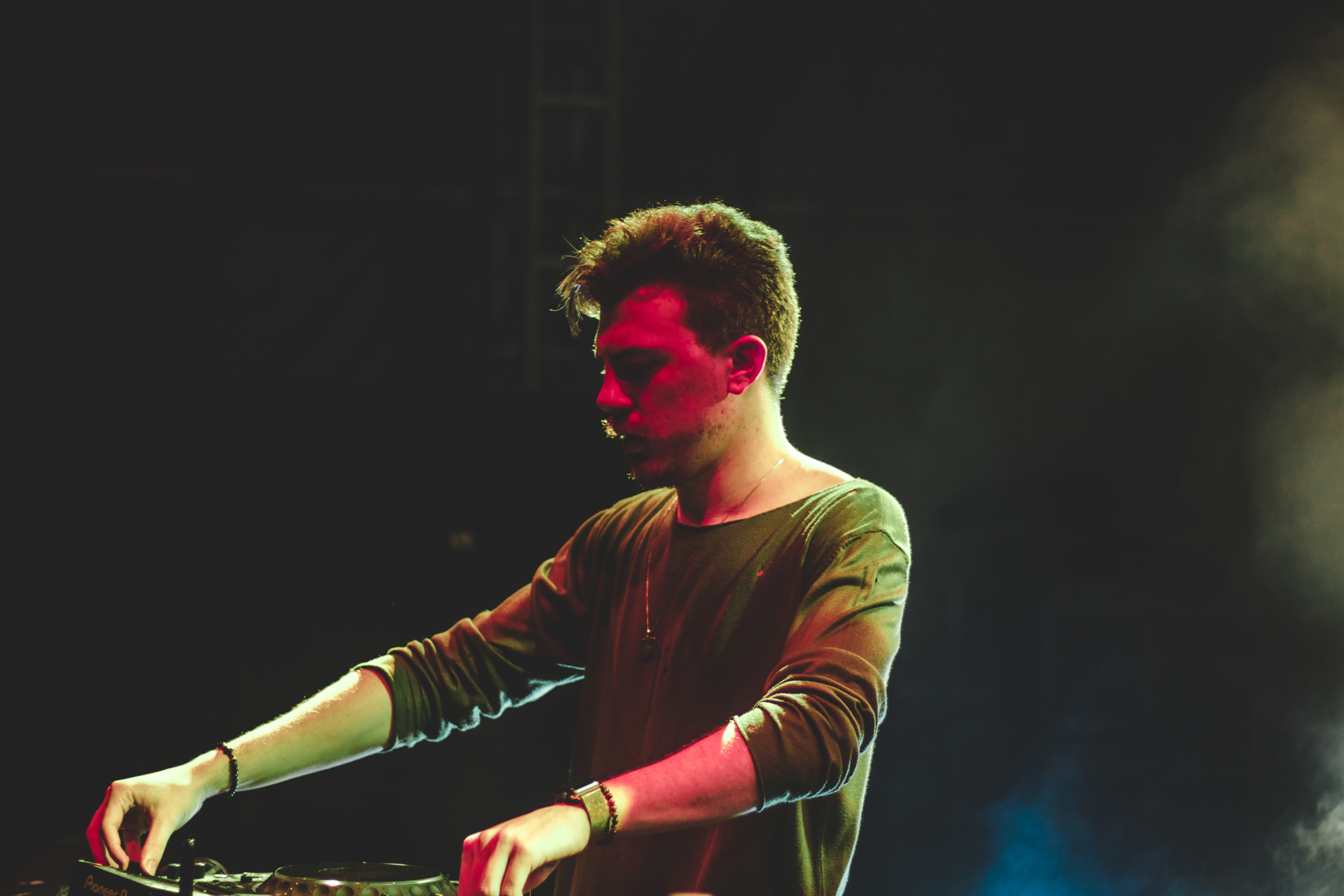
O DJ brasileiro Zerb se apresentando em 2018